# Liste des bandes indiennes au Yukon
La liste des bandes indiennes au Yukon recense toutes les bandes indiennes reconnues par le ministère fédéral des Relations Couronne-Autochtones et des Affaires du Nord dont le siège est dans le territoire canadien du Yukon. Ces bandes indiennes sont classées par ordre alphabétique de leur nom officiel en anglais.

## Liste
Un total de quatorze Premières Nations sont situées au Yukon. 
- Première nation de Carcross/Tagish (Carcross/Tagish First Nation)
- Premières Nations Champagne et Aishihik (Champagne and Aishihik First Nations)
- Première Nation de Na-Cho Nyäk Dun (First Nation of Na-Cho Nyäk Dun)
- Première Nation de Kluane (Kluane First Nation)
- Première Nation de Kwanlin Dün (Kwanlin Dün First Nation)
- Première Nation de Liard (Liard First Nation)
- Première Nation de Little Salmon/Carmacks (Little Salmon/Carmacks First Nation)
- Conseil dena de Ross River (Ross River Dena Council)
- Première Nation Selkirk (Selkirk First Nation)
- Conseil des Ta'an Kwäch'än  (Ta'an Kwach'an Council)
- Conseil des Teslin Tlingit (Teslin Tlingit Council)
- Tr'ondëk Hwëch'in
- Première Nation Vuntut Gwitchin (Vuntut Gwitchin First Nation)
- Première Nation de White River (White River First Nation)

## Annexe